# Mein erster Berg, ein Rigi Film
Mein erster Berg, ein Rigi Film ist ein Kinodokumentarfilm aus dem Jahr 2012 des Schweizer Regisseurs Erich Langjahr. 

## Inhalt
Die Rigi als Zentrum der Welt: Mit einer Karte aus dem Mittelalter beginnt Erich Langjahr seinen Film, der aus der ersten Person erzählt wird. Für den Innerschweizer ist die Rigi der Inbegriff der Berge. Hier ist er tief verwurzelt, seine langjährige Faszination für die Bergwelt geht von diesem Ort aus. In luftiger Höhe installieren Kletterer eine mächtige Schweizerfahne auf der Flanke der Rigi, die am Ende des Films wieder eingerollt wird. Dazwischen liegen zwei Zugänge zur Rigi: ein rückblickender und ein ausblickender, eine Lebensweise der Altvorderen und der Heutigen. Der Älpler Märtel Schindler steht zwischen diesen beiden Zeiten. In beschwerlicher Handarbeit bewirtschaftet er die Alp, ist aber auch mit Kettensäge und Betonmischer unterwegs. Er baut über die Jahreszeiten hinweg eine Alphütte. Dabei begegnet den Zuschauern auch das Schweizer Brauchtum, das auf der Rigi noch ausgiebig gefeiert wird. Doch bereits sind asiatische Touristen mit Kameras zur Stelle und zunehmend überwiegen die Zeichen der Moderne. Der Sendemast auf der Rigi ist übergross zu sehen. Die Bahn transportiert seit dem 19. Jahrhundert Touristen auf den Berg, und sie werden immer mehr. Auf der Rigi Kaltbad entsteht ein neues Wellness-Center des Architekten Mario Botta. Die Freizeitgesellschaft hat auch hier Einzug gehalten.

## Rezeption
Der Film fand sowohl in der Schweiz wie auch international grosse Beachtung und wurde an zahlreichen kleineren und grossen Festivals gezeigt. Anlässlich der 15. Ausgabe des Buenos Aires International Independent Film Festivals (BAFICI) wurde «Mein erster Berg, ein Rigi Film» als Teil einer Retrospektive der Bergfilme von Erich Langjahr zusammen mit «Männer im Ring», «Hirtenreise ins dritte Jahrtausend» und «Das Erbe der Bergler» präsentiert.
Im Katalog des Internationalen Dokumentarfilm-Festivals von 2012 in Leipzig schrieb Grit Lemke: Wieder vereinen sich Präzision und Seele. (...) «Mein erster Berg» gerät zu einer Hymne auf das, was uns (auch in einer säkularisierten Welt) heilig ist - und auf die Schweiz, diesen wunderlichen, fernen Planeten.
Christian Jungen schrieb 2012 in der NZZ am Sonntag über den Film: Je länger «Mein erster Berg» dauert, desto intensiver wird er. Erich Langjahr ist der Clint Eastwood des Schweizer Dok-Films: ohne Geschwätzigkeit und inszenatorischen Schnickschnack, dafür mit Urvertrauen in sein Subjekt und sein Handwerk kündigt er von einem, der unbeirrt von Modetrends Traditionalist bleibt.
Auf der Kinoplattform Cineman schrieb Geri Krebs 2012 in seiner Filmkritik: 
„Gänzlich ohne Dialoge, dafür stets mit einem aufs Äusserste verfeinerten Sensorium für noch so feine Schattierungen bei Geräuschen, Klängen und Rhythmen aus der Umwelt, entwickelt Erich Langjahr hier in Zusammenarbeit mit dem Musiker Hans Kennel und einigen andern einen so frei wie klar strukturierten Bilder- und Klangteppich. Mit ganz schlichten Elementen, wie etwa dem rhythmischen Klang vom Einschlagen riesiger Zaunpfähle oder dem immer wieder die Bildmitte markierenden Funkturm auf Rigi Kulm schafft es «Mein erster Berg», einen Spannungsbogen aufrecht zu erhalten, der für einen Film, in dem nach landläufigen Kriterien «nichts passiert», schlicht grossartig ist. Nur ein so erfahrener Cineast wie Erich Langjahr konnte es wagen, einen formal so radikalen Film zu machen und dabei keinen Moment lang zu langweilen.“ (Geri Krebs: Cineman.ch)

## Festivalvorführungen
- Solothurner Filmtage 2013
- Leipzig Internationales Dokumentarfilm-Festival 2012
- Zürich Film Festival 2012
- Würzburg Internationales Filmfestival 2013
- Buenos Aires Internationales Festival des Independent Films (BAFICI) 2013
- Toronto Canada Hot Docs im Doc Shop 2013
- Trento Film Festival Montagna – Società – Cinema – Literatura 2013
- Lima Peru Festival: TRANSCINEMA 2013
- Ludwigsburg (DE) NaturVision Filmfestival 2013
- Pontresina, 2. Swiss Mountain Film Festival 2013
- St. Gerold, Walser Herbst 2014
- Freistadt. 25. Filmfestival Freistadt «Der neue Heimatfilm» 2013
- Tegernsee 11. Int. Bergfilm-Festival 2013
- Eberswalde 10. Filmfest 2013
- Brig Multimediafestival BergBuchBrig 2013
- Trieste 14. Alpi Giulie Film Festival 2013
- Mexico: Post – TRANSCINEMA 2014
- Chandannagar India – 23. Int. adventure film festival 2013